# Wilhelm Ostwald
Wilhelm Friedrich Ostwald (en letón: Vilhelms Ostvalds) (Riga, Letonia; 2 de septiembre de 1853-Grossbothen, Alemania; 3 de abril de 1932) fue un químico, eugenista, profesor universitario y filósofo alemán, premio Nobel de Química en 1909 «por su trabajo en la catálisis y por sus investigaciones sobre los principios fundamentales que rigen los equilibrios químicos y las velocidades de reacción».
Inicialmente se opuso a la teoría atómica, pero luego de que se realizaran medidas del movimiento browniano y se comprobase que coinciden con las ecuaciones calculadas por Albert Einstein (medidas realizadas por Jean Perrin), cambió de opinión.

## Biografía
Friedrich Wilhelm Ostwald nació el 2 de septiembre de 1853 en la ciudad de Riga, que en aquellos momentos formaba parte del Imperio ruso, y hoy en día es la capital de Letonia, en una familia de alemanes del Báltico.
Cursó estudios en la Universidad de Dorpat (hoy Universidad de Tartu), graduándose en 1875. Trabajó como profesor en dicho centro hasta 1881. De 1881 a 1887 fue profesor del Instituto Politécnico de Riga. En 1887 se trasladó a la Universidad de Leipzig como profesor de química física. Allí fundó el Instituto Ostwald, primer instituto dedicado al estudio de la química física, que dirigió hasta su jubilación en 1906.
Ostwald se interesó enormemente en la idea de la adopción de una lengua auxiliar internacional, aprendiendo primero esperanto. Posteriormente se interesó en la reforma del esperanto, el ido, y fue miembro de la Delegación para la adopción de una lengua auxiliar internacional y donó al movimiento de este idioma parte del dinero obtenido al ganar el premio Nobel. Parte de su obra está traducida a dicho idioma.
También trabajó en las ciencias de la información, pues se interesó en el desarrollo de la organización del conocimiento de la literatura gris y la documentación técnica. Hizo propuestas para que el conocimiento se organizara de manera analítica, estandarizada, normalizada e internacionalizada, convirtiéndose en un precursor de la web semántica. Fruto de su empeño, fue el creador, junto a Karl Wilhelm Bührer y Adolf Saager, del Instituto Internacional para la Organización del Trabajo Intelectual, fundado en Múnich en 1911 y conocido comúnmente como Brücke. En él, se pretendía crear el primer centro de documentación donde se organizasen todos los documentos y referencias bibliográficas producidas por bibliotecas, museos, asociaciones, sociedades, compañías... utilizando como método de indización y clasificación una herramienta nueva en Europa, la Clasificación Decimal de Dewey.
Ostwald falleció en Grossbothen, cerca de Leipzig, el 3 de abril de 1932.

## Investigaciones científicas
Formuló la ley de Ostwald que rige los fenómenos de disociación en las disoluciones de electrolitos. En 1902 descubrió un procedimiento de preparación del ácido nítrico por oxidación del amoníaco, facilitando la producción masiva de fertilizantes y de explosivos en Alemania durante la I Guerra Mundial. Ideó un viscosímetro, que se sigue utilizando para medir la viscosidad de las disoluciones.
Elaboró una nueva teoría del color, defendiendo la normalización de los colores y creando en Dresde un laboratorio destinado a su estudio en 1920. Destacó, además, como escritor y editor científico. En el campo de la filosofía merece mencionarse la doctrina energética que elaboró y que intenta explicar la mayoría de los fenómenos en función de su energía física.

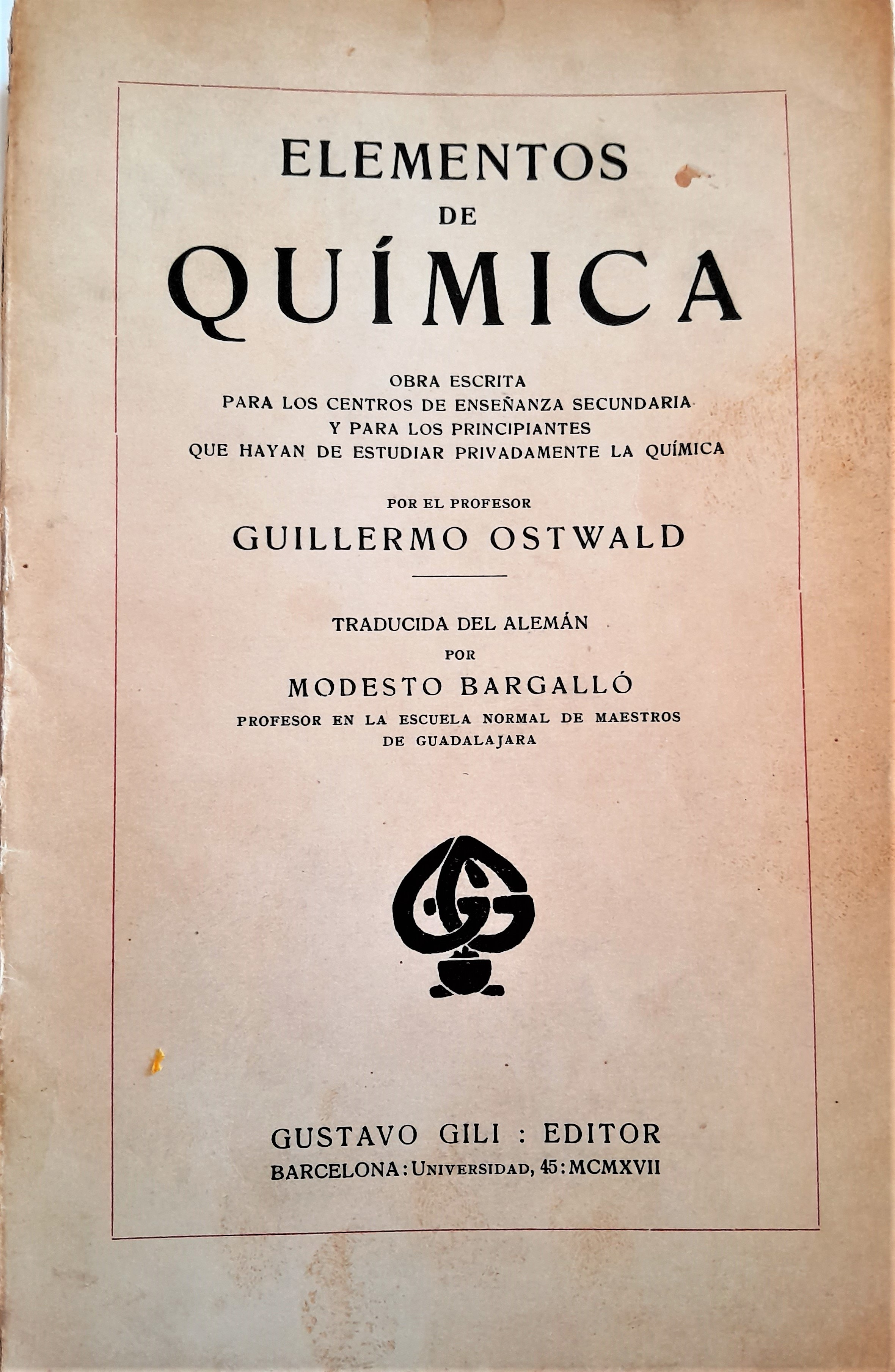
Portada del libro Elementos de Química de W. Ostwald, publicado en español en 1917

Entre sus obras destacan Filosofía natural (1902) y Ciencia del color (1923).
Obtuvo el premio Nobel de Química en 1909 «por su trabajo en la catálisis y por sus investigaciones sobre los principios fundamentales que rigen los equilibrios químicos y las velocidades de reacción».

## Eponimia
- El cráter lunar Ostwald lleva este nombre en su memoria.[3]
- El asteroide (11844) Ostwald también conmemora su nombre.[4]

- La Ecuación de Ostwald-Freundlich.